# David B. Samadi
David B. Samadi es el primer cirujano estadounidense en haber realizado con éxito un procedimiento robótico en una cirugía de repetición en la próstata. Ha realizado más de 5,200 cirugías laparoscópicas robóticas usando el Sistema Quirúrgico Da Vinci para los pacientes con cáncer de próstata, vejiga y riñón. Además se reconoce como uno de los primeros expertos de EE. UU. en oncología robótica. Durante los últimos siete años, el Dr. Samadi también entrena y supervisa a urólogos en Estados Unidos y de otras partes del mundo.

## Biografía
En 1979, a la edad de 16 años, Samadi y su hermano menor se van de Irán después del derrocamiento del gobierno del Shah. Con la ayuda de amigos y personas de la comunidad Persa-Judía en Bélgica y Londres, Samadi fue a Nueva York, en donde ganó su grado en bioquímica con una beca completa. En los Estados Unidos y Francia, Samadi se ha convertido en unos de los pocos cirujanos entrenados en los tres campos principales de la cirugía urológica: abierta, laparoscópica y robótica. Desde 2007 hasta 2013 fue jefe de robótica y de cirugía de invasión mínima en la Facultad de Medicina del Hospital Monte Sinaí en New York. Es Presidente de Urología, Jefe de Cirugía Robótica del Hospital Lenox Hill y profesor de urología de la Escuela de Medicina Hofstra North Shore-LIJ.

## Carrera, educación y formación
Es un urólogo certificado, especialista en la diagnosis y el tratamiento de enfermedades urológicas, cáncer del riñón, vejiga y de próstata. El Dr. David B. Samadi realiza muchos tratamientos avanzados de invasión mínima para el cáncer de próstata, incluyendo la prostatectomía radical laparoscópica y la prostatectomía radical robótica laparoscópica. Es uno de los pocos cirujanos urológicos en los Estados Unidos entrenados en la cirugía de oncología, abierta, laparoscópica y robótica. Él es uno de los pocos cirujanos en el Estado de Nueva York calificado para realizar una prostatectomía robótica, usando el sistema robótico Da Vinci. Él ha demostrado constantemente su maestría en el Sistema Quirúrgico Da Vinci y su capacidad probada para ayudar médicamente a pacientes con riesgos bajos y altos del cáncer de próstata.
Dr. Samadi terminó su entrenamiento graduándose en cirugía general en el Centro Médico de Montefiore, de urología en la Escuela de Medicina Albert Einstein y del Centro Médico de Montefiore. Completó sus estudios de oncología y urología en el Centro del Cáncer de Sloan Kettering, del cual él es certificado en oncología urológica y terminó una especialidad en robótica radical prostatectomía en el Hospital Creteil de Henri Mondor en Francia bajo la mentoría del profesor Claud Abbou.

## Significación de la oncología robótica
Además de ventajas tales como cicatrices mínimas y velocidad de recuperación más rápida, la prostatectomía robótica puede ofrecer ventajas adicionales a ciertos pacientes:
- Los pacientes que se han realizado una cirugía de próstata con el procedimiento robótico son más probables de conservar el control de sus funciones sexuales, del intestino y de la vejiga.[2]
- Para los pacientes (tales como testigos de Jehová) cuya “doctrina de la sangre” prohíbe los procedimientos quirúrgicos que incluyen transfusiones de sangre, la oncología robótica puede proporcionar opciones quirúrgicas “incruenta” como de un “ojo de llave" para sustituir los cortes más invasores típicos en una prostatectomía estándar; incisiones más pequeñas resultan en una pérdida de sangre bastante insignificante para ser potencialmente inviolada "la doctrina de la sangre" de un paciente.[3]
- La reducción potencial significativa de necesitar medicación de dolor post-quirúrgico.

## Actividades profesionales
El Dr. Samadi ha proporcionando oportunidades excepcionales para los doctores que han terminado su carrera y pueden entrenar directamente con él. Las becas se conceden basadas en el mérito y el potencial para contribuir a los campos de la urología y de la oncología. El Programa Beca Robótica tiene 3 componentes: investigación médica, entrenamiento clínico, con un énfasis en métodos quirúrgicos robóticos, laparoscópicos y renales, y el tratamiento de enfermedades urológicas, que incluye la próstata, la vejiga y cáncer del riñón. El Dr. Samadi presenta frecuentemente su investigación clínica en conferencias médicas como experto del tema nacionalmente e internacionalmente. Además, Samadi es un miembro de la Asociación Urológica Americana y de la Asociación Médica Americana. Fue seleccionado por la revista New York como uno de los Doctores Superiores de América.
El 24 de febrero del año 2014, el Dr. Samadi tuvo el honor de participar junto al presidente constitucional de la República Dominicana, Danilo Medina Sánchez, en la inauguración de la primera Unidad de Cirugía Robótica del país. La cual lleva por nombre Doctor David B. Samadi-Homs. Dicha unidad está ubicada en el Hospital Metropolitano de Santiago y es el mismo Dr. Samadi quien es el jefe de urología y cirugía robótica.

## Publicaciones
- "Organ-confined prostate cancer and the emergence of robotic prostatectomy : What primary care physicians and geriatricians need to know". David B. Samadi, MD, John R. Carlucci, MD, Fatima Nabizada-Pace, MPH. Geriatrics Digital Edition, febrero de 2008.

- A percutaneous subcostal approach for intercostal stones. Chughtai B, Rehman J, Schulsinger D, Adler H, Khan SA, Samadi D., J. of endourology, 2008 PMID 18298314

- Increasing body mass index negatively impacts outcomes following robotic radical prostatectomy. Herman MP, Raman JD, Dong S, Samadi D, Scherr DS., J. of the Society of Laparoendoscopic Surgeons, 2007 PMID 18246641

- Robotic radical prostatectomy: operative technique, outcomes, and learning curve. Raman JD, Dong S, Levinson A, Samadi D, Scherr DS., J. of the Society of Laparoendoscopic Surgeons, 2007 PMID 17651548

- A pilot study on acupuncture for lower urinary tract symptoms related to chronic prostatitis/chronic pelvic pain. Capodice JL, Jin Z, Bemis DL, Samadi D, Stone BA, Kapan S, Katz AE., Chinese Medicine, 2007 PMID 17284322

- From proficiency to expert, when does the learning curve for robotic-assisted prostatectomies plateau? The Columbia University experience. Samadi D, Levinson A, Hakimi A, Shabsigh R, Benson MC., World J. of urology, 2007 PMID 17284322

- High body mass index in muscular patients and flank position are risk factors for rhabdomyolysis: case report after laparoscopic live-donor nephrectomy. Rehman J, Boglia J, Chughtai B, Sukkarieh T, Khan SA, Lewis R, Darras F, Wadhwa NK, Samadi DB, Waltzer WC., J. of endourology, 2006 PMID 17284322

- Smooth-muscle regeneration after electrosurgical endopyelotomy in a porcine model as confirmed by electron microscopy. Rehman J, Ragab MM, Venkatesh R, Sundaram CP, Khan SA, Sukkarieh T, Samadi D, Chughtai B, White F, Bostwick D, Waltzer W., J. of endourology, 2004 PMID 15801366

- Laparoscopic radical prostatectomy: published series. Hoznek A, Samadi DB, Salomon L, De La Taille A, Olsson LE, Abbou CC., Current urology reports, 2002 PMID 18721047

- Robotic assisted kidney transplantation: an initial experience. Hoznek A, Zaki SK, Samadi DB, Salomon L, Lobontiu A, Lang P, Abbou CC., The J. of urology, 2002 PMID 11912372

- Laparoscopic radical prostatectomy: published series. Hoznek A, Samadi DB, Salomon L, De La Taille A, Olsson LE, Abbou CC. Curr Urol Rep. 2002 PMID 12084208